# Masacre de Katin

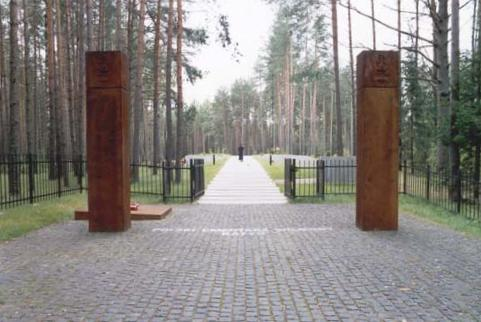
Cementerio de guerra de Katin, puerta principal.

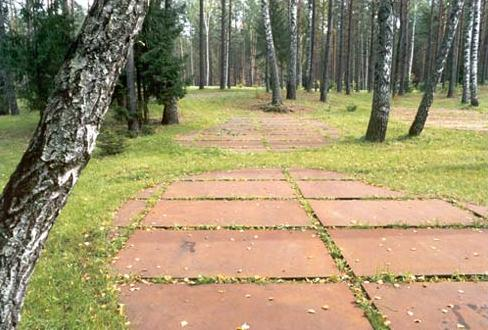
Contornos simbólicos de fosas comunes formados por cuadros de caliza.

La masacre de Katin llamada en polaco Zbrodnia katyńska ('la masacre de Katin') y en ruso Катынский расстрел ('fusilamiento de Katin'), también conocida como masacre del bosque de Katin, fue una serie de asesinatos en masa de oficiales del ejército, policías, intelectuales y otros civiles polacos perpetrados por la policía secreta soviética (NKVD) dirigida por Lavrenti Beria, entre abril y mayo de 1940, tras la invasión soviética de Polonia de 1939 al inicio de la Segunda Guerra Mundial.
A partir de una propuesta oficial de Beria, fechada 5 de marzo de 1940, Iósif Stalin y otros cinco miembros del Politburó soviético (Mólotov, Voroshílov, Mikoyán, Kalinin y Kaganóvich) aprobaron lo que, de acuerdo con el Instituto de la Memoria Nacional de Polonia y otros sectores, sería un genocidio.
Se calcula que las víctimas fueron al menos 21 768 ciudadanos polacos, ejecutados tanto en el bosque de Katin —actualmente territorio de Rusia— como en las prisiones de las ciudades de Kalinin, Járkov y otros lugares próximos. Del total de muertos, cerca de ocho mil eran militares prisioneros de guerra, seis mil eran policías y el resto eran civiles integrantes de la intelectualidad polaca —profesores, artistas, investigadores e historiadores— presos bajo la acusación de ser saboteadores, espías, terratenientes, dueños de fábricas, abogados, funcionarios públicos peligrosos y sacerdotes católicos.
Originalmente, el término «Masacre de Katin» se refería exclusivamente a los asesinatos del bosque de Katin —cerca de los poblados de Gniózdovo y Katin y, a 19,5 km al oeste de Smolensk— de los oficiales del ejército polaco que estaban internados en el campo de prisioneros de guerra de Kozelsk. Esta fue la mayor de las ejecuciones simultáneas que sufrieron los prisioneros polacos.

## Descubrimiento
El descubrimiento del oficial alemán Rudolf Christoph Freiherr von Gersdorff de las fosas comunes en las que habían sido enterradas las víctimas en unos bosques de Gniózdovo cercanos a la autopista que conduce a Smolensk en abril de 1943 condujo a la ruptura de las relaciones entre el gobierno polaco en el exilio (con sede en Londres) y la Unión Soviética.
Después de que las fuerzas de Heinz Guderian pasaran por el sector en julio de 1941 y aseguraran la zona de Smolensk, los bosques fueron registrados en busca de partisanos pero no se hallaron las tumbas. En 1942 miembros de la Organización Todt que trabajaban en el sector de la autopista fueron alertados por un campesino de que en unos bosques había unas tumbas. Los prisioneros-esclavos dejaron una gran cruz de abedul en el lugar y el hecho pasó al olvido; sin embargo, una jauría de lobos comenzó a asolar la zona y el mando alemán destinó un destacamento para su eliminación internándose en los bosques de Katin. Estos encontraron la gran cruz de abedul y una gran cantidad de huesos asomándose a flor del suelo, que un médico forense identificó como huesos humanos; al excavar en la zona se encontró con que se trataba de una gran fosa común. Esto hizo que la Cruz Roja Polaca interviniera en el lugar con el permiso del gobierno nazi y se estableciera que se trataba de alrededor de 4143 oficiales del ejército polaco dados por desaparecidos durante la ocupación soviética de la zona. Se invitó a oficiales de los aliados y otros testigos para dejar testimonio de la autoría de los atentados que indicaban a los soviéticos.
El gobierno británico, por su parte, afirmó la culpabilidad del régimen nazi propugnando que se trataba de un montaje para desviar todas las culpabilidades a la URSS, a pesar de que desde el primer momento contaba con un detallado informe elaborado en el mismo 1943 por el que había sido el último embajador británico en Varsovia sir Owen O’Malley, que apuntaba directamente a los soviéticos.
La masacre fue empleada profusamente con fines propagandísticos por el Ministerio de Propaganda del régimen nazi, anunciando su descubrimiento el 13 de abril de 1943, mientras que la URSS culpaba a las SS en Berlín de la autoría.

## Trasfondo

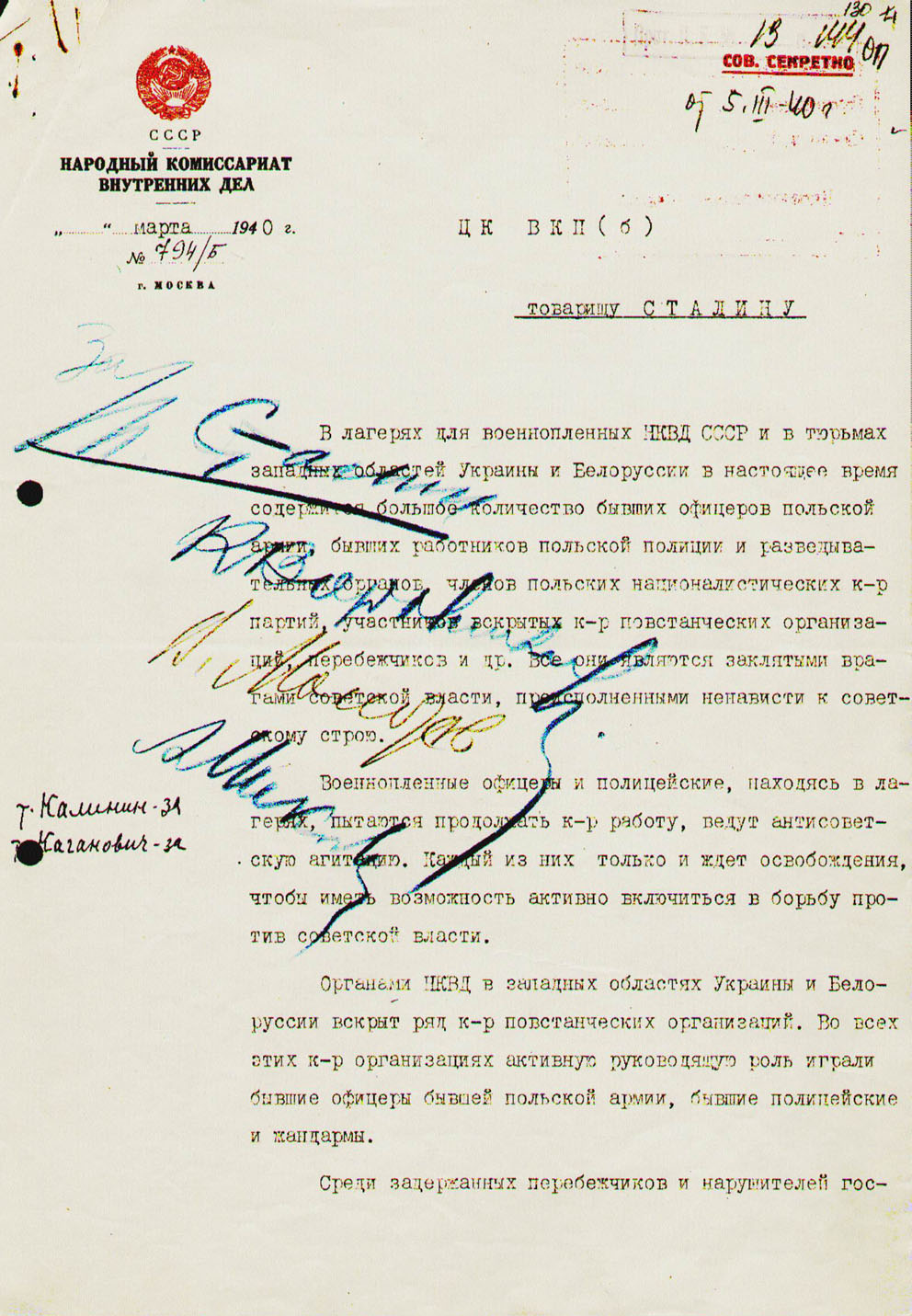
Nota de Beria a Stalin proponiendo la ejecución de prisioneros polacos.

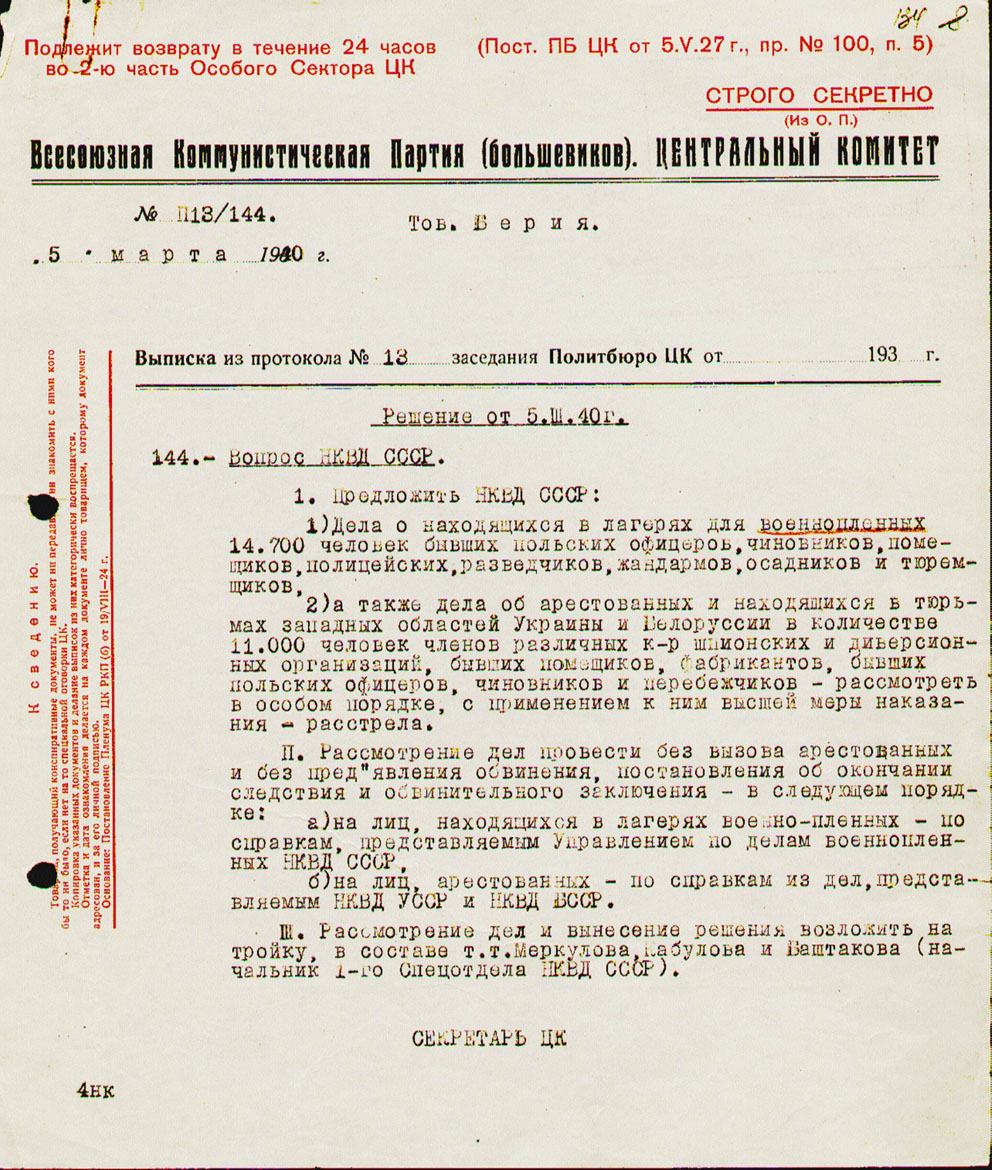
Decisión del Politburó del PCUS de ejecutar a 14.700 prisioneros de guerra y 11 000 'nacionalistas y contrarrevolucionarios' (5 de marzo de 1940)

Inicialmente, el término se usó para referirse a la masacre de los oficiales polacos confinados en el campo de prisioneros de guerra de Kozelsk en el bosque de Katin, cerca del pueblo de Gniózdovo, a poca distancia de Smolensk, en la Unión Soviética. Más recientemente el concepto se ha venido asociando a la muerte de unos 22 000 ciudadanos polacos, prisioneros de guerra de los campos de Ostáshkov, Kozelsk y Starobilsk y presos de las cárceles del oeste de Bielorrusia y Ucrania, asesinados por orden de Stalin en el bosque de Katin y las prisiones de Kalinin, Járkov y otras ciudades soviéticas.
Muchos polacos habían sido hechos prisioneros de guerra tras la invasión de Polonia por la Alemania nazi seguida de la invasión por la Unión Soviética a partir del 1 de septiembre de 1939, una semana después de la firma del Pacto Mólotov-Ribbentrop o pacto entre Hitler y Stalin que contenía un Protocolo Adicional Secreto. Numerosos campos de prisioneros fueron usados para el internamiento de los polacos capturados, incluyendo los campos de Ostáshkov, Kozelsk y Starobilsk. Los dos últimos se destinaron principalmente a oficiales, mientras que Ostáshkov albergó, sobre todo, exploradores, policías y funcionarios de prisiones. En algunas zonas se ejecutó también a políticos disidentes soviéticos.
El 5 de marzo de 1940, de acuerdo con una nota para Stalin preparada por Lavrenti Beria y aprobada por miembros del Politburó soviético —Stalin, Viacheslav Mólotov, Lázar Kaganóvich, Mijaíl Kalinin, Kliment Voroshílov y Anastás Mikoyán— Stalin firmó la orden de ejecución de 14 700 prisioneros de guerra y de 11 000 «nacionalistas y contrarrevolucionarios» detenidos en campos y prisiones de la parte oriental de Polonia ocupada por la Unión Soviética en 1939 y transferida a las RSS de Ucrania y RSS de Bielorrusia. Esto provocó el asesinato de al menos 21 768 ciudadanos polacos, incluyendo unos 15 000 prisioneros de guerra. La extensa definición de «acusado» incluyó un número significativo de miembros de la intelligentsia polaca además de policías, reservistas y oficiales militares en activo.
El descubrimiento de la masacre precipitó la ruptura de las relaciones diplomáticas entre la Unión Soviética y el gobierno polaco en el exilio en Londres en 1943. La Unión Soviética negó las acusaciones hasta 1990, cuando el gobierno de Mijaíl Gorbachov reconoció que el NKVD fue responsable de la matanza y su encubrimiento y entregó los documentos desclasificados, declarando que la Masacre de Katin constituye «uno de los graves crímenes del estalinismo» ("одно из тяжких преступлений сталинизма").
Durante la presidencia de Dmitri Medvédev, fueron dados a conocer en formato electrónico algunos documentos de los archivos soviéticos, relacionados con la masacre de Katin.

## Ejecución masiva
El 19 de septiembre de 1939, el Comisario de Seguridad del Estado de primer rango, Lavrentri Beria (el Comisario del Pueblo para Asuntos internos), siguiendo órdenes de Stalin, estableció el Directorio del NKVD de la URSS para prisioneros de guerra e internos (dirigido por el Capitán de la Seguridad del Estado, Piotr Soprunenko) y ordenó establecer campos para los prisioneros polacos. De acuerdo con la Orden N.º 0308, se establecían ocho campos de concentración: Yujnovo (estación de tren de Babýnino), Yuzha (Tálitsy), Kozelsk (Óptina Pústyñ), Kozélschyna, Oranki, Ostáshkov (Isla Stolbny en el lago Seliguer, cerca de Ostáshkov), Putyvl (estación de Tiótkino), Starobilsk, Vólogda (estación de Zaonikéievo) y el campo de Griázovets.
En el período entre el 3 de abril y el 19 de mayo de 1940, alrededor de 22 000 prisioneros de guerra y prisioneros comunes fueron asesinados. Cerca de 6000 prisioneros de guerra del campo de Ostáshkov, unos 4000 del campo de Starobilsk, 4500 del campo de Kozelsk y 7000 prisioneros de la parte oeste de Bielorrusia y Ucrania.
Solo 395 prisioneros fueron salvados de la matanza. Fueron sacados de los campos de Yujnovo y llevados a Gryazovets. Fueron los únicos que escaparon de la muerte.
Si bien los alemanes negaron conocer esta masacre hasta 1943, un informe británico de la Oficina de Relaciones Exteriores de la postguerra sugirió que la matanza fue realizada por sugerencia o bajo complicidad alemana. En respuesta se ha señalado la imposibilidad de que Alemania hubiera podido realmente dar órdenes al ejército soviético o al mismo Stalin. Más tarde, en 2012 se reveló nueva evidencia que parece confirmar la teoría de que la administración del presidente estadounidense Franklin Delano Roosevelt ayudó a ocultar la autoría soviética de la masacre de Katin en 1940, lo que virtualmente establecería complicidad.
Según la nota secreta del 3 de marzo de 1959, dirigida por el director del KGB Aleksandr Shelepin a Nikita Jruschov, entre abril y mayo de 1940, fueron ejecutados un total de 21.857 ciudadanos polacos apresados en su país tras la invasión soviética de Polonia de 1939.

### Metodología

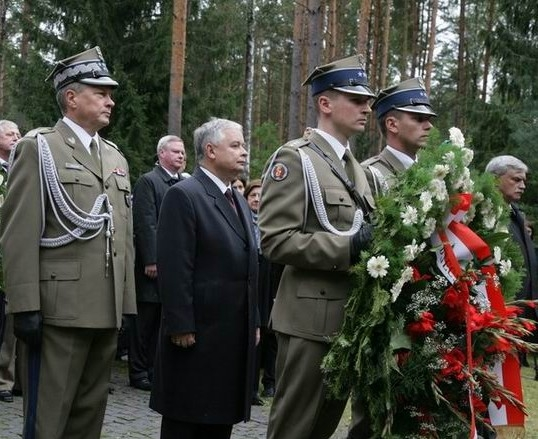
Ofrenda de Lech Kaczyński, presidente de Polonia, septiembre de 2007. Kaczynski murió tres años después en un accidente de avión cuando se dirigía a Smolensk para conmemorar los sucesos.

Hasta el 99% de los prisioneros restantes fueron asesinados posteriormente. Las personas de Kozelsk lo fueron en el lugar habitual de ejecuciones en masa de Smolensk, llamado el bosque de Katin. Las de Starobilsk, dentro de la prisión del NKVD de Járkov y los cuerpos fueron enterrados en fosas comunes en Piatijatki. Los oficiales de policía de Ostáshkov fueron asesinados en la prisión del NKVD de Kalinin y enterrados en fosas comunes en Médnoye.
Durante la vista de Dmitri Tókarev, anterior jefe de la Junta del Distrito del NKVD en Kalinin, se ofreció información detallada acerca de las ejecuciones en la prisión del NKVD de Kalinin.
De acuerdo con Tókarev, las ejecuciones extrajudiciales empezaban por la tarde y terminaban al amanecer. El primer transporte, el 4 de abril de 1940, trasladó a 390 personas, y los verdugos se encontraron con un trabajo duro por tener que matar a tantas personas en una sola noche. Los siguientes transportes no llevaron a más de 250 personas. Las ejecuciones fueron realizadas con pistolas Walther PPK y municiones de fabricación alemana suministradas por Moscú. La idea era culpar al régimen nazi de las ejecuciones en el futuro.
Las ejecuciones fueron metódicas. Después de revisar la información personal del condenado, este era esposado y llevado a una celda aislada. Los sonidos de las ejecuciones eran enmascarados con máquinas ruidosas (tal vez ventiladores) durante la noche. Tras ser metida en la celda, se disparaba inmediatamente a la nuca de la víctima. Su cuerpo era sacado por la puerta de enfrente y depositado en uno de los cinco o seis vagones que esperaban, de donde era cogido el siguiente condenado. El procedimiento se desarrollaba cada noche, excepto en la fiesta del 1 de mayo.
Cerca de Smolensk, los polacos, con las manos atadas a la espalda, eran conducidos a las fosas y ejecutados con un tiro en la nuca. Los cuerpos fueron enterrados en forma de pilas de cinco filas de 500 cadáveres y a muchos no se les quitó el uniforme ni las pertenencias, las pilas fueron cubiertas con una capa de 3 m de tierra. Entre los muertos, se encontraron desde almirantes o generales hasta capellanes.

## Declaraciones soviéticas en 1989-1990
En el año 1989, en el contexto de la política de glásnost (apertura) iniciada por el líder soviético Mijaíl Gorbachov, diversos colectivos polacos requirieron al gobierno soviético la desclasificación de sus archivos sobre el destino de los prisioneros polacos de 1939-1940, y especialmente sobre los fallecidos en Katin. Tras diversas investigaciones en la URSS, el gobierno soviético finalmente declaró que la autoría de la matanza de Katin recaía sobre la NKVD, responsabilizando a Lavrenti Beria y Stalin por lo que fue calificado como "crimen de represión". En 1990, el futuro presidente ruso Borís Yeltsin liberó diversos documentos secretos de los archivos soviéticos, especialmente el denominado "Paquete 1" sobre el destino de los prisioneros polacos de 1940 y lo envió al nuevo presidente de Polonia, Lech Wałęsa; entre los documentos se hallaba la propuesta de Beria, fechada el 5 de marzo de 1940, para que la NKVD mate a unos 25.700 polacos apresados en los campos de Kozelsk, Ostáshkov y Starobilsk, así como en algunas prisiones de la RSS de Ucrania y RSS de Bielorrusia, propuesta donde aparecía la firma de Stalin; otro documento notable era una nota de la KGB enviada a Nikita Jrushchov en 1959, informando de la ejecución de 21.857 prisioneros polacos en 1940, con un pedido para destruir las fichas personales de dichos prisioneros y así reducir la probabilidad de que pudieran hallarse algún día documentos referidos a la matanza.

## Versión soviética
Los partidarios de la versión soviética afirman que la ejecución de los polacos fue una acción planificada de exterminio de la aristocracia polaca y de los judíos polacos por parte de los alemanes en 1941. Parte de dicha acción fue la llamada «Masacre de los profesores de Leópolis» (1941), reconocida como delito de las tropas de ocupación alemanas. De otro lado, si la ejecución de los polacos hubiera sido perpetrada por el Comisariado del pueblo para asuntos internos (NKVD), este asunto hubiera sido utilizado de manera inmediata por Nikita Jrushchov en el XX Congreso del Partido Comunista de la Unión Soviética (PCUS) para la desmitificación del culto a la personalidad de Stalin. Aseveran también que los documentos descubiertos en 1990 y luego publicados oficialmente en 2010 son falsos y que fueron fabricados por fuerzas enemigas de la URSS con el objeto de desacreditar al Estado de los sóviets.
Un gran número de historiadores, juristas, políticos y publicistas hoy en día se acogen a la versión oficial soviética. En particular, los historiadores Yuri Zhúkov y Aleksandr Kolésnik apoyan y exponen argumentos sobre la no responsabilidad del lado soviético. Conocidos partidarios de la versión soviética son: el vicepresidente del Comité de la Duma Estatal para asuntos constitucionales y de la construcción, miembro del grupo parlamentario del Partido Comunista de la Federación Rusa (PCFR) V. I. Ilyujin; el líder del parlamentario «Gran Rusia» (Velíkaya Rossíya) A. N. Savéliev, los publicistas A. B. Shirokorad y Yu. Mujin, los politólogos V. N. Shved y S. E. Stryguin, así como el Ph. D. en ciencias históricas Yu. M. Slobodkin.
El 19 de abril de 2010, el PCFR organizó en la Duma Estatal una mesa redonda sobre el tema «Katin – aspectos jurídicos y políticos». En este acto participaron los más importantes partidarios de la versión soviética de la masacre de Katin. Como resultado del trabajo realizado, se redactó una carta al presidente de Rusia Dmitri Medvédev, en la cual se declara que «el contenido y la circunstancias del hallazgo de los principales documentos sobre los cuales se construye la versión 'polaca', ponen en duda su verdadera autenticidad, y dan fundadas razones para hablar de una falsificación, por parte de A. N. Yákovlev, D. A. Volkogónov y otros funcionarios de alto rango gubernamental y partidista, de hechos históricos asociados a la tragedia de Katin».
En junio de 2010, el diputado del PCFR Víktor Ilyujin declaró que había indicios de la falsificación de algunos documentos claves sobre la masacre de Katin, en particular de la carta de Lavrenti Beria N° 794/B y de la nota de Aleksandr Shelepin a Jrushchov del 3 de marzo de 1959. Según su información, en la creación de estos documentos podrían estar involucrados el exdirector del Archivo Estatal de Rusia R. G. Pijoy, el ministro de prensa e información de Rusia M. N. Poltoranin y el primer vicedirector de la Agencia de Seguridad del Presidente de Rusia G. G. Rogozin. El diputado afirmó que estas pesquisas han sido desautorizadas por el director del Archivo Estatal de Rusia Serguéi Mironenko y propuso crear una comisión parlamentaria para investigar dichos indicios.
Según Eric Frattini, la masacre de Katin fue una operación de falsa bandera, para justificar y manipular las operaciones de países aliados para generar acción sobre Polonia, o por desquite de Stalin contra Polonia derivado del resultado de la Primera Guerra Mundial.

## Versiones de la Duma Estatal de Rusia y del Tribunal de Estrasburgo
El 26 de noviembre de 2010, la Duma Estatal de la Federación de Rusia aprobaba la declaración Acerca de la tragedia de Katin y sus víctimas en la que reprobó el terror y las persecuciones en masa de ciudadanos del propio país así como de ciudadanos extranjeros, incompatibles con el Estado de derecho y la idea de justicia. Asimismo la Duma expresaba sus condolencias a todas las víctimas de las represiones injustificadas y a sus familiares y allegados.
El 16 de abril de 2012, el Tribunal Europeo de Derechos Humanos sentenció como crimen de guerra la matanza de Katin.
El 21 de octubre de 2013, el Tribunal Europeo de Derechos Humanos condenó a Rusia por «no haber ofrecido todas las facilidades necesarias» para investigar adecuadamente la matanza. Las investigaciones iniciadas en 1990 por Mijaíl Gorbachov fueron frenadas en 2004 por Vladímir Putin en virtud de una disposición secreta de la Fiscalía Militar. Esta situación se mantiene hasta el presente. Asimismo, el Tribunal Europeo de Derechos Humanos juzgó que no tenía competencia en verificar la idoneidad de la investigación rusa sobre los acontecimientos, ya que Rusia se adhirió a la Convención Europea de Derechos Humanos en 1998, ocho años después de haber iniciado la investigación.
Sin embargo, la tragedia ha persistido en arrojar una sombra sobre las relaciones entre los dos países.
Muchos en Polonia estaban insatisfechos con el hecho de que Rusia archivó la investigación de la masacre de Katin en 2004. Moscú explicó el movimiento diciendo que todos los oficiales soviéticos presuntamente responsables de las ejecuciones ya estaban muertos.
Como declaró en marzo de 2005 el fiscal militar jefe de Rusia, Aleksandr Savenkov, la investigación contra aquellas personas (altos funcionarios de la URSS) que fueron declaradas culpables se dio por terminada debido a su muerte. De los 183 volúmenes del caso, sólo 67 pueden ser transferidos a los polacos, ya que los 116 restantes, según el fiscal militar, contienen secretos de Estado.

## Galería de imágenes

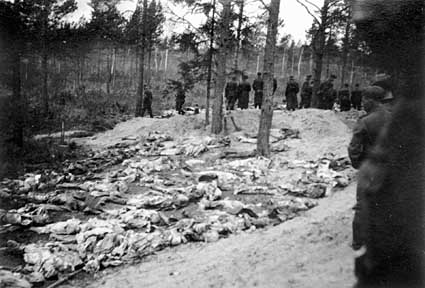
Fosa común en Katyn.
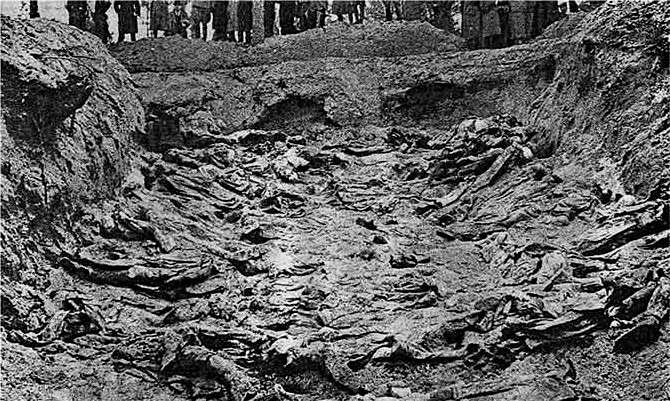
Fosa común en Katyn.
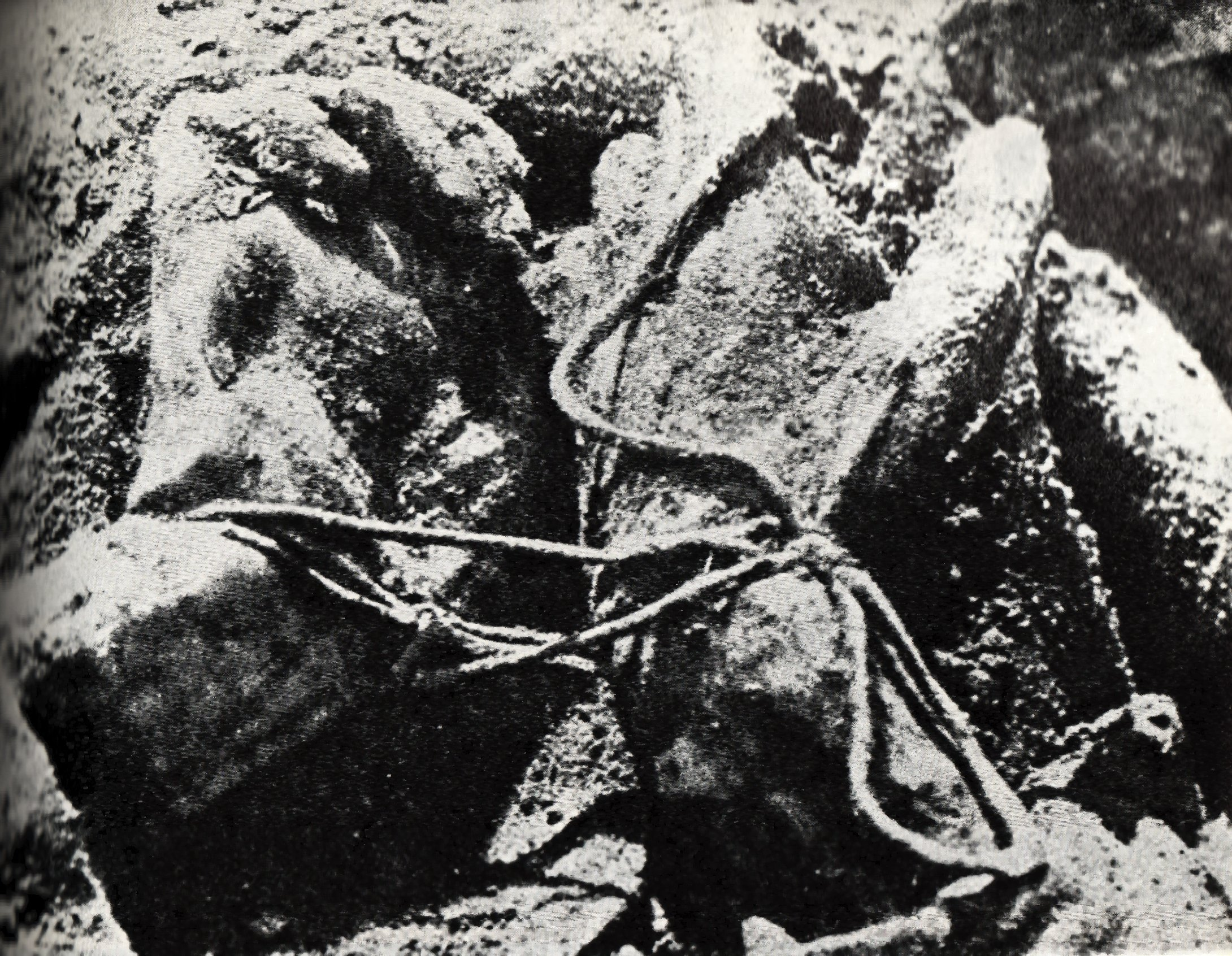
Detalle de las manos atadas de un cadáver.
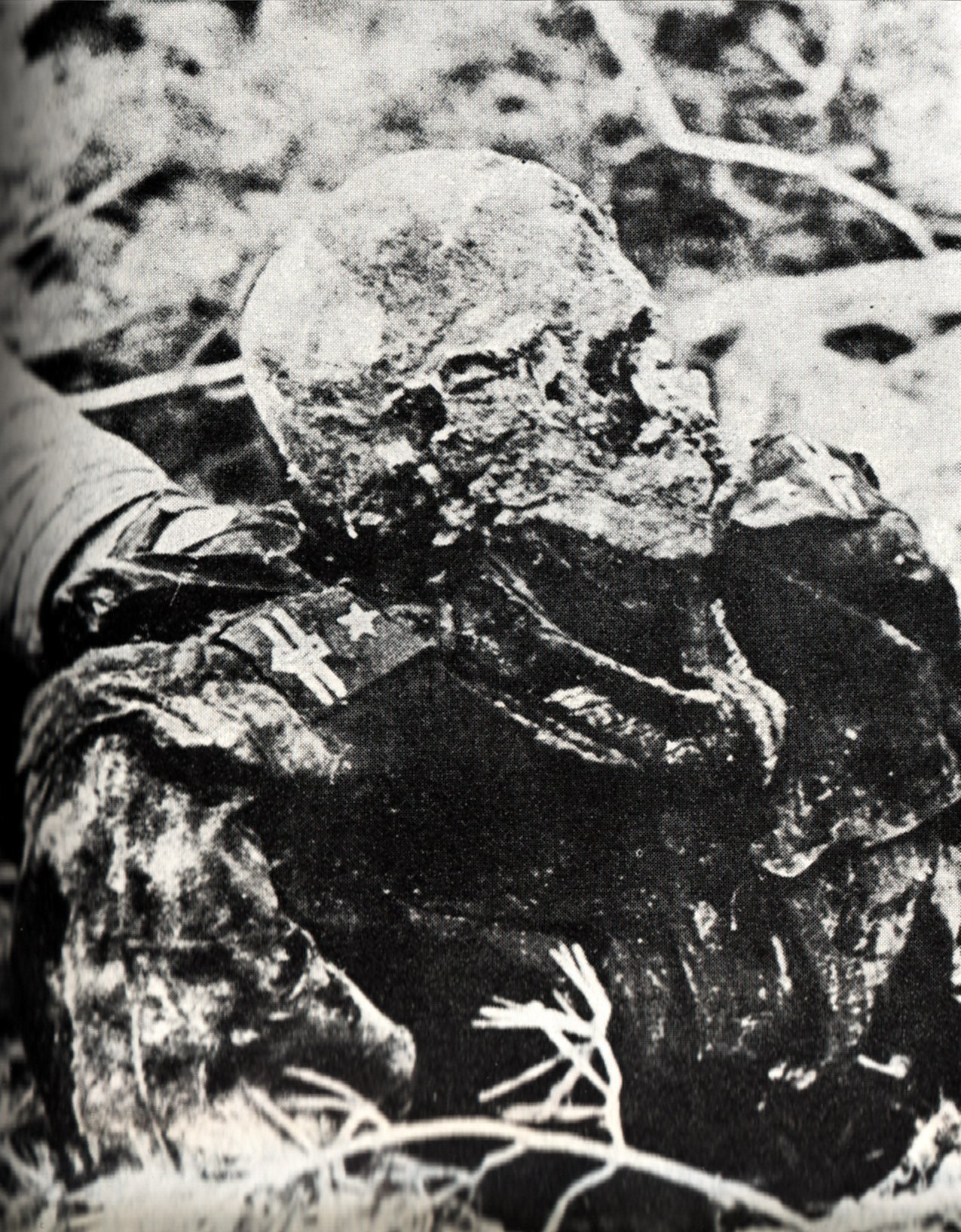
Cadáver de oficial polaco.
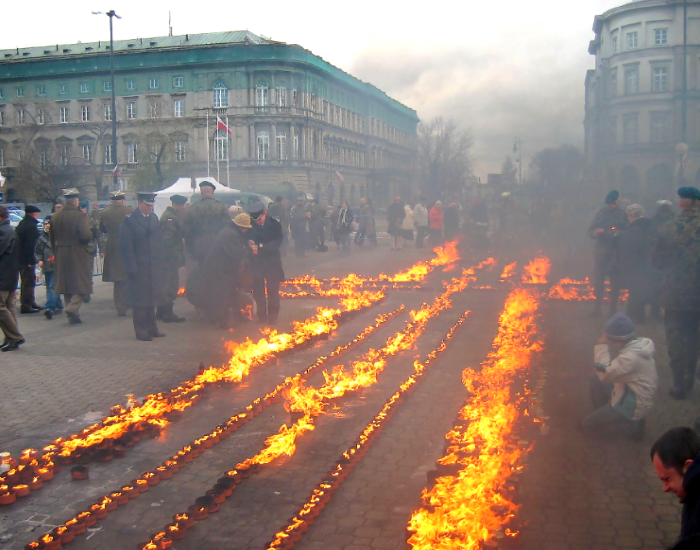
Ceremonia de conmemoración de las víctimas de la masacre de Katyn. Varsovia, 10 de noviembre de 2007.